# Museo storico Mykola Fedorovyč Sumcov di Charkiv
Il museo storico "Mykola Fedorovyč Sumcov" di Charkiv (in ucraino Харківський історичний музей імені М. Ф. Сумцова?, Charkivc'kyj istorycnyj muzej imeni M. F. Sumcova) è un museo storico situato a Charkiv, in Ucraina, incentrato sulla storia, sulla cultura e sulle etnie del paese.

## Storia
Il museo venne fondato nel 1920 dall'etnologo e storico Mykola Fedorovyč Sumcov, il quale riuscì a ingraziarsi le collezioni dei principali musei cittadini, come il museo dell'Università di Charkiv, il Museo dell'arte e dell'industria, il Museo della Società storica e filologica e il museo ecclesiastico presso il Concistoro Spirituale, nonché alcune opere lasciate in eredità al museo dal pittore Serhij Ivanovyč Vasyl'kivs'kyj che era deceduto nel 1917.
La collezione proveniente dal Museo dell'Università di Charkiv fu una delle prime collezioni museali dell'Ucraina e venne intrapresa a partire dal 1804. I suoi oggetti erano adibiti all'insegnamento.
Il Museo dell'arte e dell'industria della città venne invece fondato nel 1886. La sua collezione etnografica era una delle più grandi e tra le migliori di tutti i musei cittadini dell'Impero russo. In occasione del Congresso archeologico nazionale del 1902 vennero raccolti un gran numero di reperti storici, artistici ed etnografici che testimoniavano la storia e la cultura degli abitanti della regione. Successivamente questi oggetti divennero parte della collezione del museo storico di Charkiv diretto da Mykola Fedorovyč Sumcov. Durante la seconda guerra mondiale una parte significativa della collezione andò perduta.
Il 18 giugno 2015 il museo ha adottato il nome del suo fondatore e primo direttore.

## Descrizione
Il museo possiede più di 250.000 reperti che documentano la storia della regione dagli albori fino all'età contemporanea. Vi si trovano collezioni archeologiche, etnografiche, numismatiche, d'arte, nonché raccolte di premi, bandiere, cartoline, fotografie, armi e documenti.
Dal 1994 si tengono seminari su Mykola Fedorovyč Sumcov, nonché conferenze sulla museologia, sull'archeologia e sulla regione della Sloboda Ucraina.

## Mostre
- Archeologia della regione di Charkiv
- Regione di Charkivdurante il medioevo e l'era cosacca
- Tradizioni etniche della regione di Charkiv
- Era cosacca nella storia ucraina
- Charkiv durante il XIX secolo
- I soldati di Charkiv al fronte durante la prima guerra mondiale
- Regione di Charkiv nella rivoluzione del 1917 e nel periodo interbellico (1917-1940)
- Seconda guerra mondiale
- Charkiv in epoca sovietica (1943-1991)
- Operazione antiterrorismo nella regione di Charkiv